# 大江村 (岐阜県)
大江村（おおえむら）は、かつて岐阜県海津郡に存在した町である。
かつては岐阜県最南端の村であり、長良川、揖斐川、大江川に挟まれた海抜0メートル地帯の輪中の町である。村の南部はかつて三重県であった。
1955年に合併で海津町となった後、2005年に海津町、南濃町、平田町が合併し、現在は海津市の一部である。

## 歴史
- 1897年（明治30年）4月1日[1] - 郡制に基づき、下石津郡[2]、海西郡[3]と安八郡の一部が合併し、海津郡になる。
- 1897年（明治30年）4月1日 - 福江村、金廻村、油島村、古中島村、外浜村、森下村、石亀村、及び万寿新田の一部が合併し、大江村となる。
- 1955年（昭和30年）1月15日 - 高須町、西江村、吉里村、東江村と合併して海津町となる。同日、大江村廃止。

## 学校
- 大江村立大江小学校（現・海津市立大江小学校）
- 組合立日新中学校（現・海津市立日新中学校）

## 観光
- 治水神社
- 千本松原